# Кальві (округ)
Округ Кальві (фр. Arrondissement de Calvi) — округ у Франції, в департаменті Верхня Корсика. 2023 року округ об'єднував 51 муніципалітет, населення становило 31 029 осіб.
Адміністративний центр (супрефектура) — Кальві.

## Муніципалітети
Список муніципалітетів округу та їхні коди INSEE:
1. Авапесса (2B025)
2. Альгайола (2B010)
3. Ареньо (2B020)
4. Барбаджо (2B029)
5. Бельгодер (2B034)
6. Валлекалле (2B333)
7. Валліка (2B339)
8. Вілле-ді-Паразо (2B352)
9. Галерія (2B121)
10. Каленцана (2B049)
11. Кальві (2B050)
12. Катері (2B084)
13. Корбара (2B093)
14. Коста (2B097)
15. Лаватоджо (2B138)
16. Лама (2B136)
17. Л'Іль-Русс (2B134)
18. Лумйо (2B150)
19. Мансо (2B153)
20. Маузолео (2B156)
21. Монкале (2B165)
22. Монтегроссо (2B167)
23. Монтічелло (2B168)
24. Мурато (2B172)
25. Муро (2B173)
26. Несса (2B175)
27. Новелла (2B180)
28. Окк'ятана (2B182)
29. Олетта (2B185)
30. Ольмета-ді-Туда (2B188)
31. Ольмі-Каппелла (2B190)
32. Паласка (2B199)
33. Патримоньйо (2B205)
34. П'єве (2B230)
35. П'єтральба (2B223)
36. Пінья (2B231)
37. Пйоджола (2B235)
38. Поджо-д'Олетта (2B239)
39. Рапале (2B257)
40. Руталі (2B265)
41. Сан-Гавіно-ді-Тенда (2B301)
42. Санта-Репарата-ді-Баланья (2B316)
43. Сант'Антоніно (2B296)
44. Санто-П'єтро-ді-Тенда (2B314)
45. Сент-Флоран (2B298)
46. Соріо (2B287)
47. Спелонкато (2B290)
48. Уртака (2B332)
49. Фариноле (2B109)
50. Фелічето (2B112)
51. Цилія (2B361)